# Novoheorhiivka, Baștanka
Novoheorhiivka (în ucraineană Новогеоргіївка) este un sat în comuna Pliușcivka din raionul Baștanka, regiunea Mîkolaiiv, Ucraina.

## Demografie
Componența lingvistică a localității Novoheorhiivka
     Ucraineană (92,17%)
     Rusă (3,54%)
     Română (3,54%)
     Alte limbi (0,51%)
Conform recensământului din 2001, majoritatea populației localității Novoheorhiivka era vorbitoare de ucraineană (92,17%), existând în minoritate și vorbitori de rusă (3,54%) și română (3,54%).